# Шаройко Павло Якубович
Павло Якубович Шаро́йко (нар. 5 січня 1971) — український журналіст. Власний кореспондент «Українського радіо».

## Життєпис
Закінчив Львівське вище військово-політичне училище за спеціальністю військова журналістика.
У 2001—2009 рр. — працював начальником пресслужби і прессекретарем начальника ГУР МО України.
У 2009—2012 рр. — був помічником на громадських засадах двох депутатів Верховної Ради України від «Партії Регіонів» Валерія Бондика і Валерія Коновалюка.
У 2012—2014 рр. — власним кореспондентом агентства УНІАН в Мінську.
З 2015 року працює на «Українському радіо». Директор Національної громадської телерадіокомпанії України Зураб Аласанія повідомив, що останні три репортажі Шаройка були про контактну групу з мирного врегулювання ситуації на сході України, зниклого Павла Гриба і військові навчання на території Білорусі «Захід-2017».

## Арешт та вирок суду
Журналіста заарештували 25 жовтня, однак про подію стало відомо лише 16 листопада, оскільки дружина Павла Шаройка, підписала угоду про нерозголошення, на що її умовив наданий білоруською владою державний адвокат.
Комітет державної безпеки Республіки Білорусь заявив, що затриманий в Білорусі український журналіст створив агентурну мережу з числа громадян Білорусі. Відносно журналіста порушили кримінальну справу за статтею «шпигунство» і прийнято рішення про застосування запобіжного заходу у вигляді утримання під вартою.
Засуджений на 8 років.
3 жовтня 2019 року був помилуваний Президентом Білорусі Олександром Лукашенком, та повернувся в Україну в результаті обміну на білоруського шпигуна Юрія Політика.